# ネクストスター高知
ネクストスター高知（ネクストスターこうち）は高知県競馬組合が高知競馬場ダート1400mで施行する地方競馬の重賞競走である。正式名称は「報知新聞社杯 ネクストスター高知」。

## 概要
全日本的なダート競走の体系整備の一環で、2023年から2024年にかけて3歳馬により春に行われる兵庫チャンピオンシップを頂点と位置づける2・3歳ダート短距離路線が整備された。その中で各主催者・地区において、高額賞金のネクストスターを冠する重賞級認定競走が設定され、そのうち本競走は高知競馬場において高知所属2歳馬によって争われる競走として2023年に創設された。
創設時より未来優駿シリーズの対象競走に指定されている。

### 条件・賞金等（2024年）
出走条件
サラブレッド系2歳、高知所属（地方デビュー限定、高知所属後に出走経験が必要。また重賞級認定A優勝馬は出走不可）
- 堆金菊特別の3着以上の馬と潮菊特別の3着以上の馬に優先出走権がある。

負担重量
定量（56kg、牝馬1kg減）
賞金額
1着1000万円、2着400万円、3着250万円、4着150万円、5着100万円、着外50万円。
優先出走権付与
上位5着までに入った馬に金の鞍賞の優先出走権が付与される。
その他
JRA認定競走であり優勝馬は認定馬となる。

## 歴代優勝馬
全て高知競馬場ダート1400mで施行。
| 回数  | 施行日         | 優勝馬             | 性齢 | 所属 | 勝時計 | 優勝騎手   | 管理調教師 | 馬主                   |
| ----- | -------------- | ------------------ | ---- | ---- | ------ | ---------- | ---------- | ---------------------- |
| 第1回 | 2023年10月29日 | プリフロオールイン | 牡2  | 高知 | 1:31.8 | 宮川実     | 打越勇司   | （株）グリーンファーム |
| 第2回 | 2024年10月27日 | ドライブアウェイ   | 牝2  | 高知 | 1:28.4 | 多田羅誠也 | 工藤真司   | 山口正行               |